# Le più belle canzoni dei Sottotono
Le più belle canzoni dei Sottotono è la seconda raccolta del gruppo musicale italiano Sottotono, pubblicata nel 2007 dalla Warner Bros. Records.

## Descrizione
Contiene i più importanti brani della carriera del duo formato dal rapper Tormento e dal beatmaker Big Fish.

## Tracce
1. Solo lei ha quel che voglio
2. Sotto effetto stono
3. Cronici
4. Tranquillo
5. Amor de mi vida
6. (Come mai) proprio a noi
7. Da dove scrivo
8. Sotto lo stesso effetto
9. Coscienza interiore
10. Amarti, rispettarti
11. Mezze verità
12. Dimmi di sbagliato che c'è